# 南昌地铁1号线
南昌地铁1号线（官方文件正式名称：南昌市轨道交通1号线）是2015年在中华人民共和国江西省南昌市开建的第一条地铁线路，于2015年12月26日投入使用。1号线一期工程起于双港站，止于瑶湖西岸的瑶湖西站；线路途径昌北、老城区及昌东，连接南昌东部及西北部；线路在赣江以东基本穿过南昌中轴线。二期工程向北延伸至南昌昌北机场，向东穿越瑶湖延伸至麻丘。全线长50.13千米，共34个车站；，于2025年6月28日开通初期运营。

## 简介
南昌地铁1号线线路呈L形，一期工程设24个站，线路长28.84km；平均站间距1251m，工程已于2009年动工，2015年底通车。
二期1号线北延工程从昌北机场站到双港站，线路总长16.969公里（地下线13.524公里，高架线含过渡段3.445公里），共8座车站（地下车站6座、高架站2座）；1号线东延工程从瑶湖西站到麻丘站，线路总长约4.36公里，设站2座。 二期通车后1号线全长50.13公里，设站34座。
1号线代表色为南昌轨道交通红色■
| 工期               | 区间                 | 长度(公里)            | 车站总数 | 配属车辆          | 车辆基地              | 动工日期      | 启用日期       |
| ------------------ | -------------------- | --------------------- | -------- | ----------------- | --------------------- | ------------- | -------------- |
| 一期               | 双港－瑶湖西         | 批复28.737 实际28.843 | 24       | 27列              | 瑶湖定修段 蛟桥停车场 | 2009年7月29日 | 2015年12月26日 |
| 一期车辆增购及配套 |                      |                       |          | 12列              | 蛟桥停车场内扩容7股   |               |                |
| 二期北延           | 昌北机场－双港(不含) | 批复16.969 实际16.969 | 8        | 批复26列 实际23列 | 昌北停车场            | 2021年9月26日 | 2025年6月28日  |
| 二期东延           | 瑶湖西(不含)－麻丘   | 批复4.36 实际4.36     | 2        | 批复4列 实际3列   |                       | 2021年9月26日 | 2025年6月28日  |
| 总计               | 昌北机场－麻丘       | 50.13                 | 34座     | 65列              | 3座                   |               |                |

## 车辆

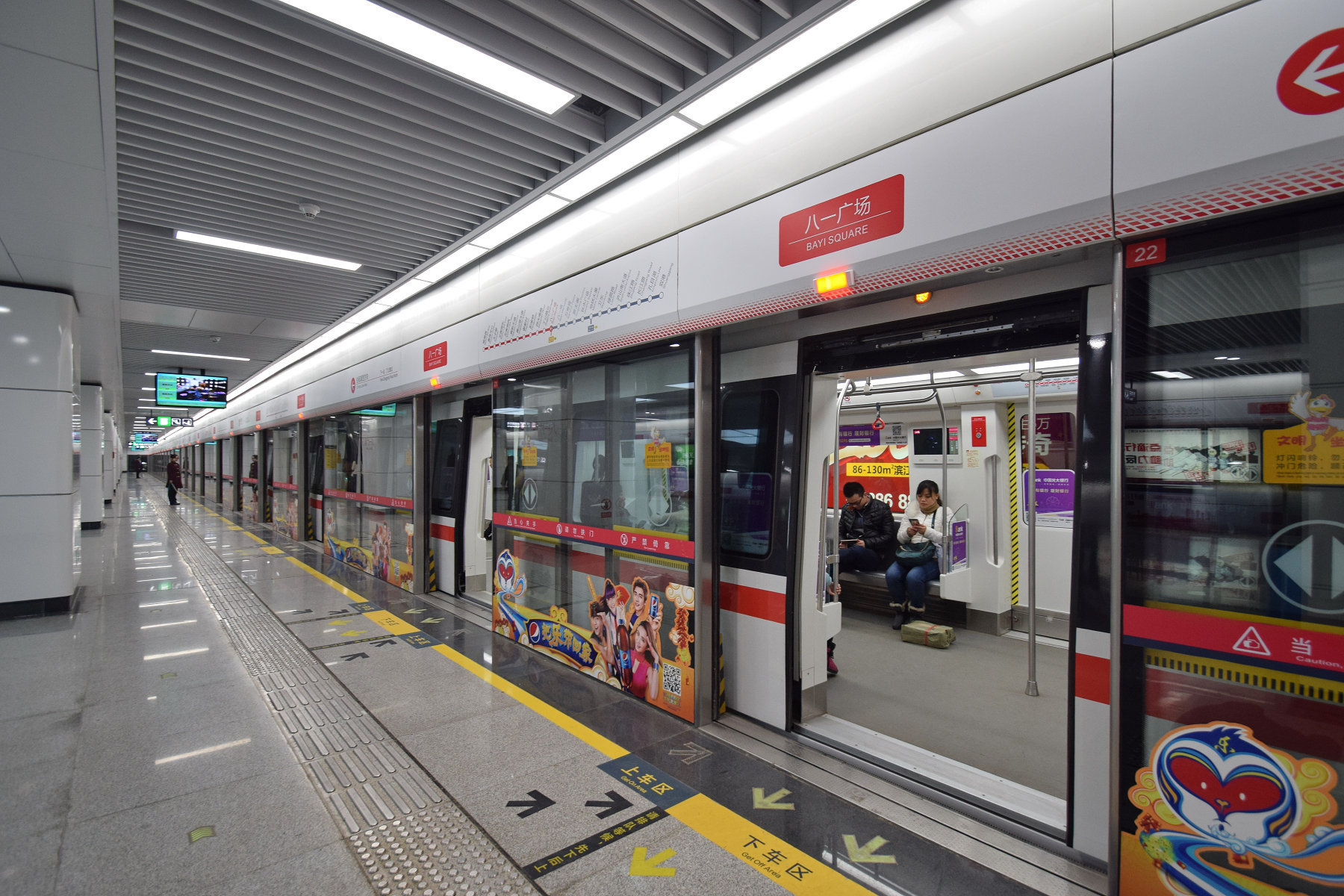
南昌地鐵1號線列車

1号线计划将使用B车，设计最高时速为80km/h，初期将配置27列列车，每列6节编组共162辆。车厢宽2.8米，高3.8米，车体有效长度19米，高峰期能达到2分钟一班，车辆将使用4动2拖。
根据2013年的中国北车消息，1号线可能使用中国北车的车辆，这个消息在2013年10月30日被南昌地铁运行方确认，于9月底完成设计，计划首列车辆将于2014年7月1日达到南昌；1号线列车的车头以“灿烂的笑容”为设计基础，意为“南昌笑脸”，2014年6月6日在有网友在长客抓拍到1号线16车，随后6月20日1号线首列列车正式亮相；首列列车将通过公路大货车运送至南昌。2014年6月28日首列列车抵达南昌。
据悉一期的27列列车中只有24辆投入每日正常运营，另外两辆为备用，还有一辆为预留检修列车。

## 车站
地铁1号线共设车站34座。一期工程设车站24座，北端和东端都预留延伸能力；开往奥体中心站为上行，开往双港站为下行。二期工程设车站10座，其中建业大道站和汇贤大道站为高架车站。
| 南昌轨道交通1号线车站列表 | 南昌轨道交通1号线车站列表 | 南昌轨道交通1号线车站列表 | 南昌轨道交通1号线车站列表 | 南昌轨道交通1号线车站列表                                                 | 南昌轨道交通1号线车站列表 | 南昌轨道交通1号线车站列表 | 南昌轨道交通1号线车站列表 |
| 工期                      | 站名                      | 里程 （km）               | 站距 （km）               | 换乘                                                                      | 车站类型                  | 所在地区                  | 实际管辖                  |
| ------------------------- | ------------------------- | ------------------------- | ------------------------- | ------------------------------------------------------------------------- | ------------------------- | ------------------------- | ------------------------- |
| 二期北延                  | 昌北机场                  | 0.00                      | 0.00                      | 南昌昌北国际机场 昌北机场站（在建） 昌北机场城际客运站 南昌昌北国际机场站 | 地下二层岛式              | 新建区                    | 经开区                    |
| 二期北延                  | 汇贤大道                  | 6.61                      | 6.61                      |                                                                           | 高架三层岛式              | 新建区                    | 经开区                    |
| 二期北延                  | 建业大道                  | 8.17                      | 1.56                      |                                                                           | 高架三层岛式              | 新建区                    | 经开区                    |
| 二期北延                  | 定子山                    | 11.02                     | 2.85                      |                                                                           | 地下二层岛式              | 新建区                    | 经开区                    |
| 二期北延                  | 冠山                      | 12.17                     | 1.15                      |                                                                           | 地下二层岛式              | 新建区                    | 经开区                    |
| 二期北延                  | 南齿                      | 13.78                     | 1.61                      |                                                                           | 地下二层岛式              | 新建区                    | 经开区                    |
| 二期北延                  | 方志敏大道                | 14.68                     | 0.90                      |                                                                           | 地下二层岛式              | 新建区                    | 经开区                    |
| 二期北延                  | 蛟桥                      | 15.52                     | 0.84                      |                                                                           | 地下二层岛式              | 新建区                    | 经开区                    |
| 一期                      | 双港                      | 16.54                     | 1.02                      | 南昌经开客运驿站                                                          | 地下二层岛式              | 新建区                    | 经开区                    |
| 一期                      | 孔目湖                    | 17.76                     | 1.22                      |                                                                           | 地下二层岛式              | 新建区                    | 经开区                    |
| 一期                      | 长江路                    | 20.84                     | 3.08                      |                                                                           | 地下二层岛式              | 红谷滩区                  | 红谷滩区                  |
| 一期                      | 珠江路                    | 22.05                     | 1.21                      |                                                                           | 地下二层岛式              | 红谷滩区                  | 红谷滩区                  |
| 一期                      | 庐山南大道                | 23.36                     | 1.31                      |                                                                           | 地下二层岛式              | 红谷滩区                  | 红谷滩区                  |
| 一期                      | 绿茵路                    | 24.25                     | 0.89                      |                                                                           | 地下二层岛式              | 红谷滩区                  | 红谷滩区                  |
| 一期                      | 卫东                      | 25.43                     | 1.18                      |                                                                           | 地下二层岛式              | 红谷滩区                  | 红谷滩区                  |
| 一期                      | 地铁大厦                  | 26.42                     | 0.99                      | █ 2号线                                                                   | 地下二层岛式              | 红谷滩区                  | 红谷滩区                  |
| 一期                      | 秋水广场                  | 27.21                     | 0.79                      |                                                                           | 地下三层岛式              | 红谷滩区                  | 红谷滩区                  |
| 一期                      | 滕王阁                    | 29.24                     | 2.03                      |                                                                           | 地下三层岛式              | 东湖区/西湖区             | 东湖区/西湖区             |
| 一期                      | 万寿宫                    | 30.05                     | 0.81                      |                                                                           | 地下二层岛式              | 东湖区/西湖区             | 东湖区/西湖区             |
| 一期                      | 八一馆                    | 30.64                     | 0.59                      | █ 3号线                                                                   | 地下二层侧式              | 东湖区/西湖区             | 东湖区/西湖区             |
| 一期                      | 八一广场                  | 31.74                     | 1.10                      | █ 2号线                                                                   | 地下三层岛式              | 东湖区/西湖区             | 东湖区/西湖区             |
| 一期                      | 丁公路北                  | 32.79                     | 1.05                      | █ 4号线                                                                   | 地下二层岛式              | 东湖区/西湖区             | 东湖区/西湖区             |
| 一期                      | 师大南路                  | 33.84                     | 1.05                      |                                                                           | 地下二层岛式              | 东湖区/青山湖区           | 东湖区/青山湖区           |
| 一期                      | 彭家桥                    | 34.70                     | 0.86                      |                                                                           | 地下二层岛式              | 青山湖区                  | 青山湖区                  |
| 一期                      | 谢家村                    | 35.48                     | 0.78                      |                                                                           | 地下二层岛式              | 青山湖区                  | 青山湖区                  |
| 一期                      | 青山湖大道                | 36.28                     | 0.80                      |                                                                           | 地下二层岛式              | 青山湖区                  | 青山湖区                  |
| 一期                      | 高新大道                  | 37.34                     | 1.12                      |                                                                           | 地下二层岛式              | 青山湖区                  | 青山湖区                  |
| 一期                      | 艾溪湖西                  | 38.74                     | 1.34                      |                                                                           | 地下二层岛式              | 青山湖区                  | 青山湖区                  |
| 一期                      | 艾溪湖东                  | 40.63                     | 1.89                      |                                                                           | 地下二层岛式              | 青山湖区                  | 高新区                    |
| 一期                      | 太子殿                    | 42.35                     | 1.72                      |                                                                           | 地下二层岛式              | 南昌县                    | 高新区                    |
| 一期                      | 奥体中心                  | 43.68                     | 1.33                      |                                                                           | 地下二层岛式              | 南昌县                    | 高新区                    |
| 一期                      | 瑶湖西                    | 45.05                     | 1.37                      | 瑶湖西客运驿站                                                            | 地下二层岛式              | 南昌县                    | 高新区                    |
| 二期东延                  | 瑶湖东                    | 47.11                     | 2.06                      |                                                                           | 地下二层岛式              | 南昌县                    | 高新区                    |
| 二期东延                  | 麻丘                      | 48.55                     | 1.44                      |                                                                           | 地下二层岛式              | 南昌县                    | 高新区                    |

## 运营

### 时刻表
初期定为首班车6：30，末班车20：30。这个末班时间引来争议，地铁官方也特意做出说明；不过24日确认末班车延长到21时30分。
2016年7月4日起首班车6：00，末班车22：00。
2019年9月1日起运营时间改为6:00-22:30。
2020年1月27日，因疫情运营时间改为7:00-21:00；4月1日起恢复正常运营。

### 客流
2015年12月26日通车首日的当日客流为24万人次，次日28万人更是次刷新中国城市地铁开通首个完整运营日的最高客流量；至30日开通试运营前5日总客流突破100万；12月31日当日客流突破30万。2016年1月1日当日客流420,269人次，刷新了中国单条地铁线路开通试运营一周内的最高客流量纪录，元旦三天总客流近百万。
截至2016年12月25日日均运送乘客近21.79万人次。
2016年12月31日当日客流43万人次。

## 附属设施

### 主变电所
1号线一期工程计划设两座主变电所，初期规划位于珠江路站、北京东路站（今彭家桥）2处；采取集中供电方式，共设2个110kV主变电站。

#### 孔目湖主变电站
初期规划位于珠江路站，但实际落地位于双港站附近双港主变电站，使用110/35 kV线路。
具体位置位于双港站2号口出口。
双港主变电所主控楼封顶已经于2013年11月封顶，2014年10月已完成设备安装调试，2015年5月4日双港(孔目湖)110千伏主变电站启用。
2019年4月公布《南昌市城市轨道交通第二期建设规划调整（2020-2025）》环评公众意见征询中，已更名为孔目湖主变电站。

#### 彭家桥主变电站
规划名为北京东路主变电站，附近的同名车站后更名为彭家桥站动工，故跟随更名为彭家桥主变电站，面积为2743平方米地下壹层地上肆层，使用110/35 kV线路。
具体位置位于北京东路以南、洪都大道以东彭家桥站西南侧玉带河以西位置。
2014年底计划实现主体结构封顶，于2015年上半年启用。
因4号线供电需求，启动主变扩容工程，新增1台240MVA主变。
4号线桃苑站至鱼尾洲站区段设计共用此变电站，电源由1号线彭家桥主变电所引出，经彭家桥站、师大南站、丁公路北站3站2区间，通过丁公路北站换乘通道接入4号线丁公路北站开闭所。

#### 昌北主变电所
二期工程计划设昌北主变电所，使用110/35kV线路，于2024年11月19日下午送电。采用集中供电的方式。
位于经开区建业大道以南、经开大道以西，靠近建业大道站，占地约6.863亩，总建筑面积 2667.06平方米。

### 车辆段
一期设瑶湖定修段和蛟桥停车场。
二期北延设昌北停车场。

### 风井
一期工程孔目湖站（工程名蛟桥站）~长江路站区间长约3076.9m，其中隧道区间上行线2895.747米，下行线2895.399米，共设1个中间风井用地面积约0.9亩，建筑面积1172.89平方米，地下三层结构，位于瀛上湖西岸地块。
二期北延昌北机场站到汇贤大道站区间长约7公里，共设1个中间风井位于临空区机场高速公路东侧的磨山村；建筑面积2213平方米，地下三层结构。
二期东延瑶瑶区间长约2公里，共设1个中间风井位于高新区瑶湖东侧、紫阳东大道南侧规划绿地内；建筑面积2302平方米，地下三层结构。

### 信号系统
1号线一期使用的是上海电气泰雷兹的SelTrac CBTC系统；车地无线通信采用TETRA+WiFi网络来承载。
1号线二期延长线使用的是上海电气泰雷兹的TSTCBTC®2.0系统，可兼容一期系统。

### 电梯
1号线一期工程将设置171台自动扶梯。
蒂升电梯：1号线一期工程中瑶湖西站至八一馆站13个车站83台蒂升自动扶梯以及八一广场站3#口2台蒂升自动扶梯
上海三菱电梯：1号线一期工程正线、蛟桥停车场及瑶湖定修段56台三菱电梯和八一馆站至双港站79台三菱自动扶梯
1号线北延、东延及2号线东延工程全线配有211台电扶梯。

### 屏蔽门
一期全线车站均将安装屏蔽门，品牌为方大智源科技。
二期屏蔽门为佳都。

### 其它
地下区段采用架空刚性悬挂接触网，地面区段架空柔性悬挂。
用于1号线相关维护的工程车内燃机车4台、平板车5台、网轨检测车1台、隧道清洗车1台、接触网架线作业车1台、接触网放线作业车1台和接触网刚性悬挂安装作业平台1个。
1号线将在乘客容易看到的地方设置广告，广告将由其它公司来管理；2014年12月31日江西日报传媒集团有限公司成功竞得南昌地铁1号线10年广告经营权，2015年成立专营公司承接业务。

## 历史

### 一期
- 2008年9月15日开始公示5条线路的规划中包括1号线[130][131][132]。
- 2009年6月2日《南昌市轨道交通1号线一期工程环境影响报告书（简本）》公示[62][63]。
- 2009年7月国务院批准《南昌市城市快速轨道交通近期建设规划(2009-2016年)》，该规划包括1号线[133][134]。
- 2009年7月29日在丰和北大道和珠江路进行开工奠基仪式[135]。
- 2009年12月28日珠江路站 动工，这标志着1号线正式开工[136]。
- 2010年7月国家发改委 批复了《南昌市轨道交通1号线一期工程可行性研究报告》[9][10]。
- 2010年8月5日确定一期将有24个车站[137][138]。
- 2010年8月30日对1号线一期24个站点进行征名[139]，并公布了车站具体位置[140][141][142]；9月15日开始投票[143]。
- 2010年12月15日24个车站名确定[144]。
- 2011年1月13日双港站 、蛟桥站[145]和长江路站 开工[146]。
- 2011年2月24日，1号线建设获得140亿贷款[147][148]。
- 2011年7月底除老城区4个车站之外全线车站都已开始动工，而最先动工的珠江路站主体结构已经封顶[149]。
- 2011年12月14日公示2号线车站时和一号线的一个换乘站改为地铁大厦站 （1号线原命名丰和站）[150]
- 2012年2月六个站点开始围地，周边道路变动公交改道[151][152]。
- 2012年2月25日师大南路站 开始围挡施工[153]，北京西路在师大南路站部分也将实行单行[154]，但是考虑所在地区交通需求大最终决定保留公交车双行[155]。
- 2012年3月9日“英雄1号”盾构机到达南昌[156]。
- 2012年3月14日除了八一馆站 和八一广场站 还在前期工程准备阶段，其它站点均已开工[157]，其中14站点处于主体施工状态[158]。
- 2012年8月10日八一馆站正式围挡，这标志着1号线全线开工[159]。
- 2012年11月8日九江市永修县 与南昌轨道集团签订了《友好合作框架协议》，计划1号线远景延伸到永修县[160]。
- 2013年5月底政府规划第二轮地铁建设的三个方案，后两个方案都将1号线两端延长线[161][162][163]。
- 2013年6月1日待审批的《南昌市城市快速轨道交通建设规划（2014-2020）》明确将将设1号线两端延长线（二期），建设时间为2016年至2020年[164]。
- 2013年8月15日最新的规划确定1号线二期连段延伸为北延到乐化、东延到瑶湖东侧的昌东客运站，延伸后全线将长达39.8公里[165]。
- 2014年1月26日的2014-2020建设规划显示1号线二期将设年限从2017年到2020年[166]。
- 2014年3月18日正线区间开始铺轨[167]。
- 2014年3月21日公布的“南昌市城市快速轨道交通建设规划（2014-2020）环评”显示1号线二期两端详细走向[168]。
- 2014年4月24日一期24个车站还差两座未完成结构封顶[169]。
- 2014年9月12日首列列车在四站三区间（奥体中心-艾溪湖东区间）热滑测试[170][171][172]。
- 2014年12月2日一期24座车站主体结构封顶[173]。
- 2014年12月26日一期全线洞通[174]。
- 2015年4月8日全线通轨[175]。
- 2015年5月4日全线通电[176]
- 2015年7月20日全线首次接触网冷滑[177]，7月31日热滑试验[178]。
- 2015年9月9日空载试运行[179]
- 2015年9月16日确认对建设时候使用的车站名称进行修改，涉及6站。[180][181]
- 2015年12月20日开始试乘体验。[182]
- 2015年12月26日1号线开通[183][184]
- 2017年8月因新通车的2号线首通段车站出入口采用数字标识，唯一换乘站地铁大山站编号改为数字[185]，其余车站也在9月前将出入口字母更换为数字[186][187][188]。从开通初期采用字母编号（如A、B、C），按顺时针方向从东北口开始排序，改为和2号线一致的采用数字编号（如1、2、3），按逆时针方向从东南口开始排序。

### 北延、东延
- 2018年10月有论坛网友爆出《南昌市轨道交通第二期建设规划调整方案》图[189][190]，随后11月正式公布的《南昌市城市轨道交通第二期建设规划调整（2020-2025）》证实了之前的图，本次方案对1、2号线延伸进行了调整[191][192]。
- 2019年4月2日公布《南昌市城市轨道交通第二期建设规划调整（2020-2025）》环评公众意见征询[193]，5月规划局公示[194]。
- 2020年6月24日《南昌市轨道交通1号线北延、1号线东延及2号线东延工程设计咨询项目招标公告》[195]
- 2020年7月3日《南昌市轨道交通1号线东延工程项目的公示》[196][197]
- 2020年7月10日《南昌市轨道交通1号线东延工程环评第一次信息公开》[198][199]
- 2020年12月15日《南昌市轨道交通1号线北延工程项目的公示》[200][201]《南昌市轨道交通1号线北延工程环境影响评价第一次信息公示》[202][203]
- 2021年1月19日《南昌市轨道交通1号线东延工程环境影响评价征求意见稿公示》[204]《南昌市轨道交通1号线北延工程环境影响评价征求意见稿公示》[205]
- 2021年3月8日《南昌市轨道交通1号线东延工程环境影响报告书》及项目公众参与说明公示[206]
- 2021年4月21日《南昌市轨道交通1号线东延工程环境影响报告书》公示[207][208]
- 2021年4月28日南昌轨道交通1号线北延、东延及2号线东延工程土建施工项目开始招标。[209]
- 2021年5月8日《南昌市轨道交通1号线北延工程环境影响评价报批前公示》[210][211]
- 2021年8月4日《南昌市轨道交通1号线东延、1号线北延工程站点设施详细规划批前公告》[212]
- 2021年8月30日1号线东延[213]和北延[214]工程项目《建设项目用地预审与选址意见书》批前公告
- 2021年9月24日，南昌市2021年第三季度重大项目集中开工活动举行，南昌轨道交通1号线北延、东延，2号线东延等110个重大项目集中开工。[215]
- 2021年9月26日开工建设。[216][217]
- 2021年10月19日东延工程初步设计的批复[22][23]；北延工程初步设计的批复[16][17]。
- 2022年1月18日《南昌市轨道交通1号线东延、北延工程站点设施详细规划批后公布》[218]
- 2022年7月4日《轨道交通1号线东延[219]和北延[220]工程项目建设工程规划许可证批前公告》[221][222]
- 2022年9月30日《轨道交通1号线东延[101]和北延[98]工程项目规划建筑设计方案批后公布》[223]
- 2022年9月30日“先锋二号”盾构机始发。
- 2023年12月26日延长线车站主体结构全部封顶。
- 2024年4月16日延长线全线洞通。
- 2024年6月1号线2号线延长线站名公示。[224]
- 2024年8月6日，经南昌市政府批准，南昌市民政局公布了1号线北延及东延段车站的正式命名。[225]
- 2024年9月27日延长线全线轨通。
- 2024年12月19日延长线全线电通。
- 2024年12月26日完成接触网热滑。
- 2025年3月12日开始空载试运行。[216]
- 2025年5月15日南昌市交通运输局公布了《南昌市轨道交通1、2号线延长线公交配套衔接方案》公示。[226]
- 2025年6月25日，市政府新闻办公室宣布地铁1号线北延和东延段于6月28日10时18分开通初期运营，并开行昌北机场-麻丘的大交路列车和双港-麻丘的小交路列车。[21]
- 2025年6月28日10时18分，地铁1号线北延和东延段开通初期运营。[227]

## 未来发展
2018年底的《南昌市城市轨道交通第二期建设规划调整（2020-2025）》北延改为Y字型，分为既开通的机场方向和规划中赣江新区方向。